# Henning Wind
Henning Nørgaard Wind, född 19 januari 1937 i Köpenhamn, är en dansk tidigare seglare som deltog i de olympiska sommarspelen 1964 i Tokyo och 1968 i Mexico City.
Wind var fanbärare för den danska truppen vid spelen i Tokyo och vann efterföljande en bronsmedalj i finnjolleklassen. År 1968 vann han världsmästerskapet,  
Finn Gold Cup i Whitestable i Storbritannien och tog en silvermedalj vid europamästerskapen i finnjolle såväl  1964 som 1968.
Efter seglingskarriären drev Wind ett båtvarv i Fåborg i Danmark som byggde optimistjollar och europajollar. Han sålde optimistjolleproduktionen 1990 och flyttade resten av produktionen till Girona i Spanien år 1997.